# Франието Монфорте
Франиѐто Монфо̀рте (на италиански: Fragneto Monforte) е село и община в Южна Италия, провинция Беневенто, регион Кампания. Разположено е на 415 m надморска височина. Населението на общината е 1879 души (към 2012 г.).